# Cycloderma aubryi
Cycloderma aubryi är en sköldpaddsart som beskrevs av Auguste Henri André Duméril 1856. Arten ingår i släktet Cycloderma och familjen lädersköldpaddor. Inga underarter finns listade i Catalogue of Life.
Cycloderma aubryi återfinns i Kongo-Kinshasa, Kongo-Brazzaville, Gabon, provinsen Kabinda i Angola och förmodligen också i Centralafrikanska republiken.